# U.S. National Championships 1962
Die 82. U.S. National Championships fanden vom 29. August bis zum 10. September 1962 im West Side Tennis Club in Forest Hills in New York, USA statt.
Titelverteidiger im Einzel waren Roy Emerson bei den Herren sowie Darlene Hard bei den Damen. Im Doppel waren Chuck McKinley und Dennis Ralston bei den Herren, Darlene Hard und Lesley Turner bei den Damen sowie Margaret Smith und Bob Mark im Mixed die Titelverteidiger.

## Herreneinzel
Setzliste
| Nr. | Spieler        | Erreichte Runde |
| --- | -------------- | --------------- |
| 01. | Rod Laver      | Sieg            |
| 02. | Roy Emerson    | Finale          |
| 03. | Chuck McKinley | Halbfinale      |
| 04. | Rafael Osuna   | Halbfinale      |

| Nr. | Spieler            | Erreichte Runde |
| --- | ------------------ | --------------- |
| 05. | Fred Stolle        | 2. Runde        |
| 06. | Jan-Erik Lundqvist | 3. Runde        |
| 07. | Nicola Pietrangeli | 1. Runde        |
| 08. | Frank Froehling    | Viertelfinale   |